# Projektdurchführung und -kontrolle
Projektkontrolle: Nach Erstellen aller Planungsunterlagen beginnt die wichtigste Projektphase: die Projektdurchführung, die von der Projektkontrolle begleitet wird. Hier steht an erster Stelle der Plan/Ist-Vergleich der vorgegebenen Projektparameter. Durch den laufenden Plan/Ist-Vergleich im Rahmen der Projektkontrolle erreicht man, dass Abweichungen von Planvorgaben frühzeitig erkannt werden. Planabweichungen führen entweder zu einer Änderung der Planvorgaben oder es werden innerhalb der Projektsteuerung entsprechend »geeignete« Maßnahmen – bei Einhalten der Planvorgaben – ergriffen.

## Teilbereiche der Projektkontrolle
Eine »elementare« und »zeitschnelle« Projektkontrolle ist Voraussetzung für eine effiziente Projektsteuerung; sie umfasst folgende Aufgabenbereiche:
- Terminkontrolle
- Aufwands- und Kostenkontrolle
- Sachfortschrittskontrolle
- Qualitätssicherung
- Konfigurationsmanagement
- Projektdokumentation
- Projektberichterstattung

### Terminkontrolle
Die Terminkontrolle ist bei größeren Projekten beispielsweise mit der Netzplantechnik oder durch Projektplan und Gantt-Chart gut durchführbar. Diese grafischen Hilfsmittel erlauben einen Gesamtblick über die zahlreichen Einzelaufgaben mit ihren vielen Abhängigkeiten im Projekt. Das Durchrechnen der Termine zum Bestimmen des kritischen Pfads ist am einfachsten mit einem DV- oder PC-gestützten Netzplanverfahren möglich. Neben terminlichen Plan/Ist-Vergleichen sollte auch der Plan/Plan-Vergleich zum Ableiten von Termintrendanalysen genutzt werden, denn häufig ist nicht die einzelne Terminverschiebung eines Arbeitspakets ausschlaggebend, sondern der Trend von Terminaktualisierungen z. B. eines ausgewählten Meilensteins.

### Aufwands- und Kostenkontrolle
Stundenkontierung, Rechnungsprüfung und Bestellwertfortschreibung sind die wichtigsten Elemente einer zielorientierten Aufwands- und Kostenkontrolle. Mittels der Stundenkontierung werden die angefallenen Entwicklungsstunden personen-, aufgaben- und zeitbezogen erfasst und können einem Plan/Ist-Vergleich unterzogen werden. Eine laufende Rechnungsprüfung und Bestellwertfortschreibung soll das Einhalten von Entwicklungsbudgets sichern. Wie bei der Terminkontrolle sollte man dabei Möglichkeiten von Trendanalysen einbeziehen.

### Sachfortschrittskontrolle
Die Sachfortschrittskontrolle stellt für den Entwickler und Projektleiter wohl die wichtigste Kontrollaufgabe dar; sie ist aber auch die schwierigste. Da es normalerweise keine unmittelbaren Messgrößen für den Sachfortschritt gibt, muss auf Ersatzgrößen zurückgegriffen werden, die nur einen indirekten Bezug haben und deshalb nur eingeschränkt eine Aussage auf den Sachfortschritt zulassen.

### Qualitätssicherung
Projektbegleitend und entwicklungsunterstützend wirkt die Qualitätssicherung – sie gliedert sich in Qualitätsplanung, Qualitätslenkung und Qualitätsprüfung. Ziel der Qualitätssicherung ist das Hervorbringen qualitativ hochwertiger Produkte bei minimalen Entwicklungskosten. Dazu ist eine sorgfältige Fehlerverhütung durch rechtzeitige Prüfung aller Entwurfsdokumente in den Planungsabschnitten des Entwicklungsvorhabens sowie die gezielte Fehlerbehebung in den Realisierungsabschnitten erforderlich. Tragendes Element der Qualitätsprüfung sind Zuverlässigkeitsbetrachtungen. Im Rahmen eines allgemeinen Qualitätsmanagements sollten regelmäßige Überprüfungen der Qualitätssicherung nach den Regeln von ISO 9000 oder EFQM durchgeführt werden.

### Konfigurationsmanagement
Auch das Konfigurationsmanagement stellt eine projektbegleitende Unterstützung im Rahmen des Projektmanagements dar; es übernimmt bekanntlich die Verwaltung der einzelnen Entwicklungsergebnisse in ihren jeweiligen Reifezuständen. Hierzu gehören das Bestimmen von Konfigurationen, das Überwachen und Steuern von Änderungen sowie die gesamte Verwaltung der einzelnen Konfigurationsobjekte.

### Projektdokumentation
Wie bei der Produktdokumentation – sie enthält die gesamte Information über das zu entwickelnde Produkt bzw. System und beschreibt dieses damit vollständig – fließen in die Projektdokumentation alle Informationen über das Projektgeschehen ein. Hierzu gehören sowohl die reinen Projektpläne, die nur Plan-Informationen enthalten, als auch die Projektberichte, in denen zusätzlich die Ist-Informationen eingehen und den Plan-Informationen gegenübergestellt werden. Voraussetzung für eine transparente Projektdokumentation ist allerdings eine für den betreffenden Entwicklungsbereich verbindliche Dokumentationsordnung.

### Projektberichterstattung
Die Projektberichterstattung schließlich beliefert alle an dem Projekt direkt oder indirekt beteiligten Stellen mit der jeweils notwendigen Projektinformation. Sowohl in der Informationsdichte und -darstellung als auch in der Verteilhäufigkeit muss hierbei die Projektberichterstattung auf den einzelnen Adressatenkreis abgestimmt sein. Das Ausarbeiten von Projektberichten, das Aufbauen einer Projektdatenbasis sowie das Durchführen von Projektbesprechungen sind Elemente der Projektberichterstattung.

## Projektmanagement-Software als Hilfsmittel
Um die Projektdurchführung und die Projektkontrolle zu erleichtern, ist vor allem bei einer hohen Projektkomplexität oder Multiprojektmanagement oft eine Projektmanagement-Software im Einsatz. Der Umfang einer solchen Lösung ist höchst unterschiedlich. Kleinere Lösungen unterstützen oft lediglich bei der Erstellung von Projektplänen und Gantt-Charts, während größere Lösungen mit Methoden wie Ampelcontrolling dazu beitragen, die Projekte im Blick zu behalten und teilweise auch Funktionen zur Zeiterfassung und Projektabrechnung enthalten.